# Blairhoyle

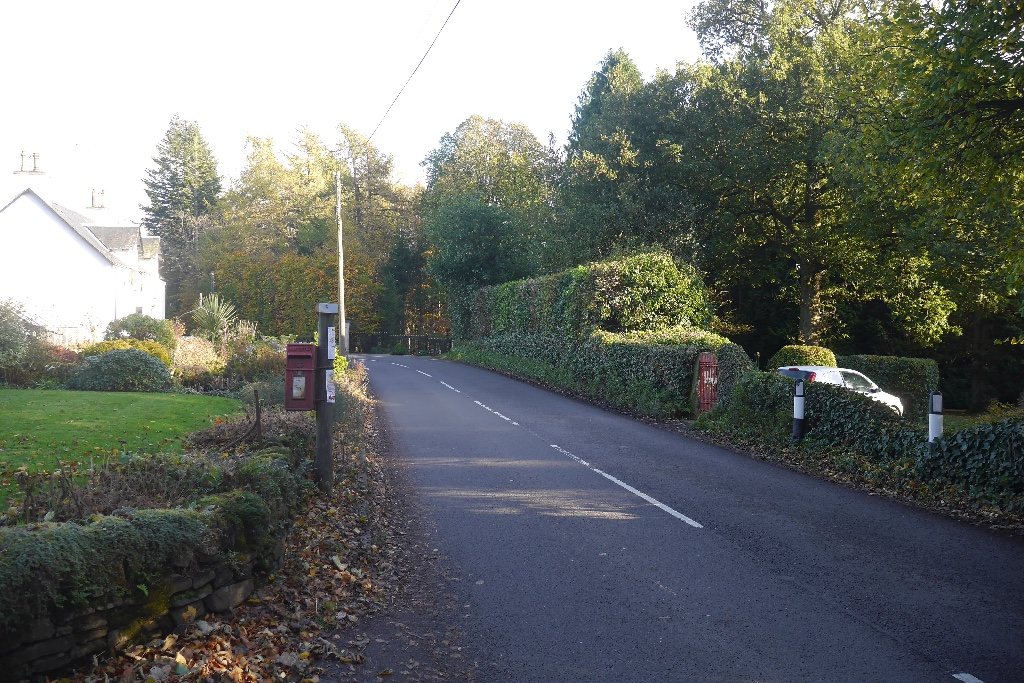
Die Straße durch den Ort

Blairhoyle ist eine kleine Ortschaft, die nordwestlich von Stirling in der gleichnamigen Council Area im Norden von Schottland liegt.

## Geographie
Blairhoyle liegt in einer flachwelligen, dünn besiedelten und durch Landwirtschaft geprägten Gegend im Osten des Sees Lake of Menteith. An seinem Ufer, etwa drei Kilometer entfernt, befindet sich mit Port of Menteith die nächste bedeutendere Siedlung. Weitere kleinere in der Nähe sind Letter im Norden, Ruskie im Osten sowie Dykehead im Süden. Im Südosten liegt Flanders Moss.

## Historisches

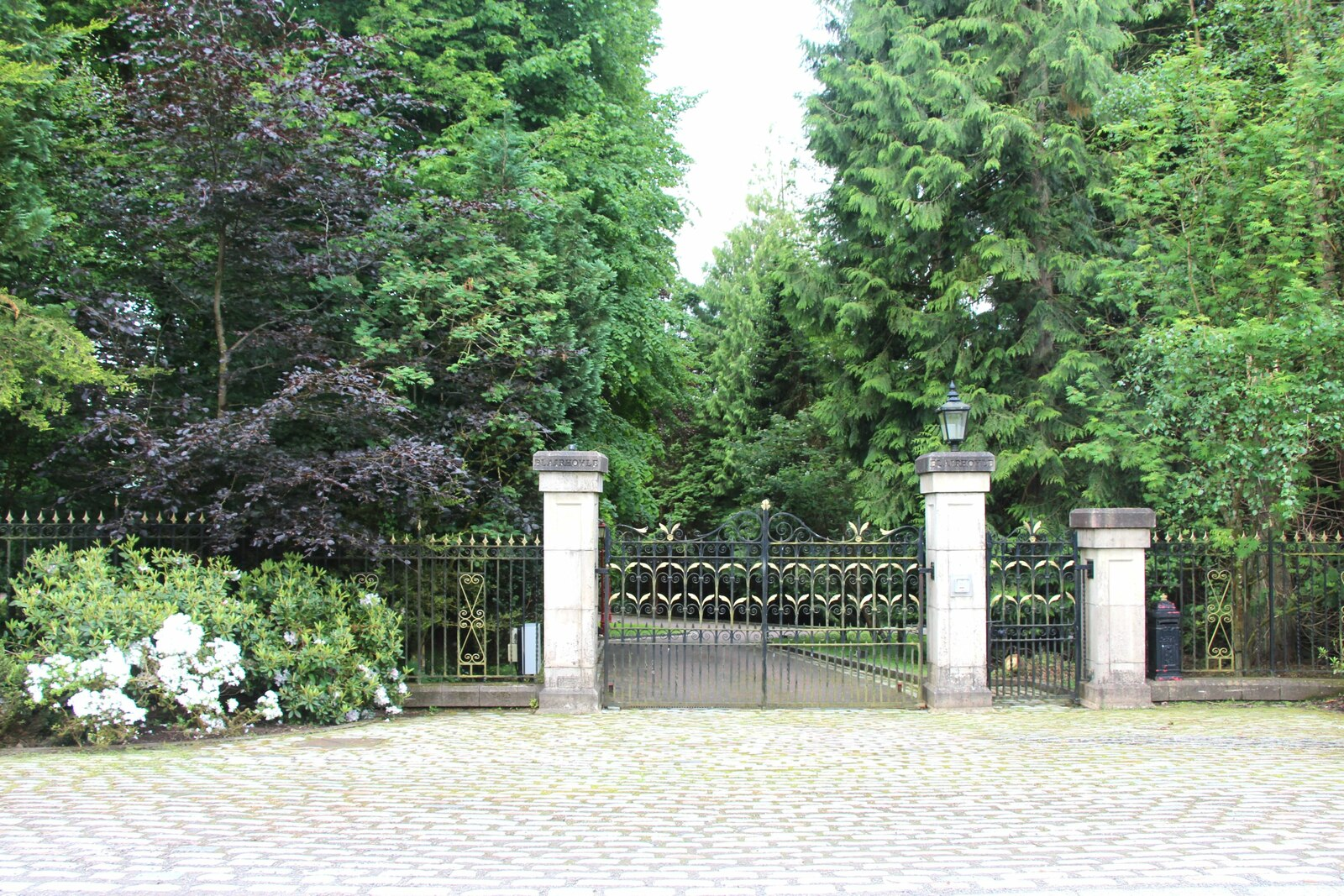
Der Zufahrtsbereich zum Herrenhaus

Entstanden ist Blairhoyle auf einem Gelände, dass 1517 von König Jakob V. einem John Leitch aus Perth geschenkt worden, nachdem sein Vater bei der Schlacht von Flodden Field gefallen war. Insofern findet sich auch die historische Bezeichnung Leichtown für den Ort. Wenige Zeit später kam es in den Besitz einer Familie mit Namen Graham, die 1852 ein Herrenhaus errichten ließ. Nachfolgend kam es später zu einem mehrfachen Eigentümerwechsel, das Haus wurde 1961 durch einen Neubau ersetzt. Die Außenanlagen, zu denen auch ein Arboretum gehört, zählten zwischen 1987 und 2018 zum Inventory of Gardens and Designed Landscapes in Scotland.
Ein steinerner Taubenschlag, der Blairhoyle Doocot, wurde 1979 als Listed Building der Kategorie C eingestuft.

## Verkehr
Durch den Ort verläuft die Fernstraße A873. Sie beginnt wenige Kilometer westlich von Blairhoyle, wo sie von der A81 abzweigt, nach Osten führt sie über Thornhill nach Blair Drummond.